# クラーク・タワー

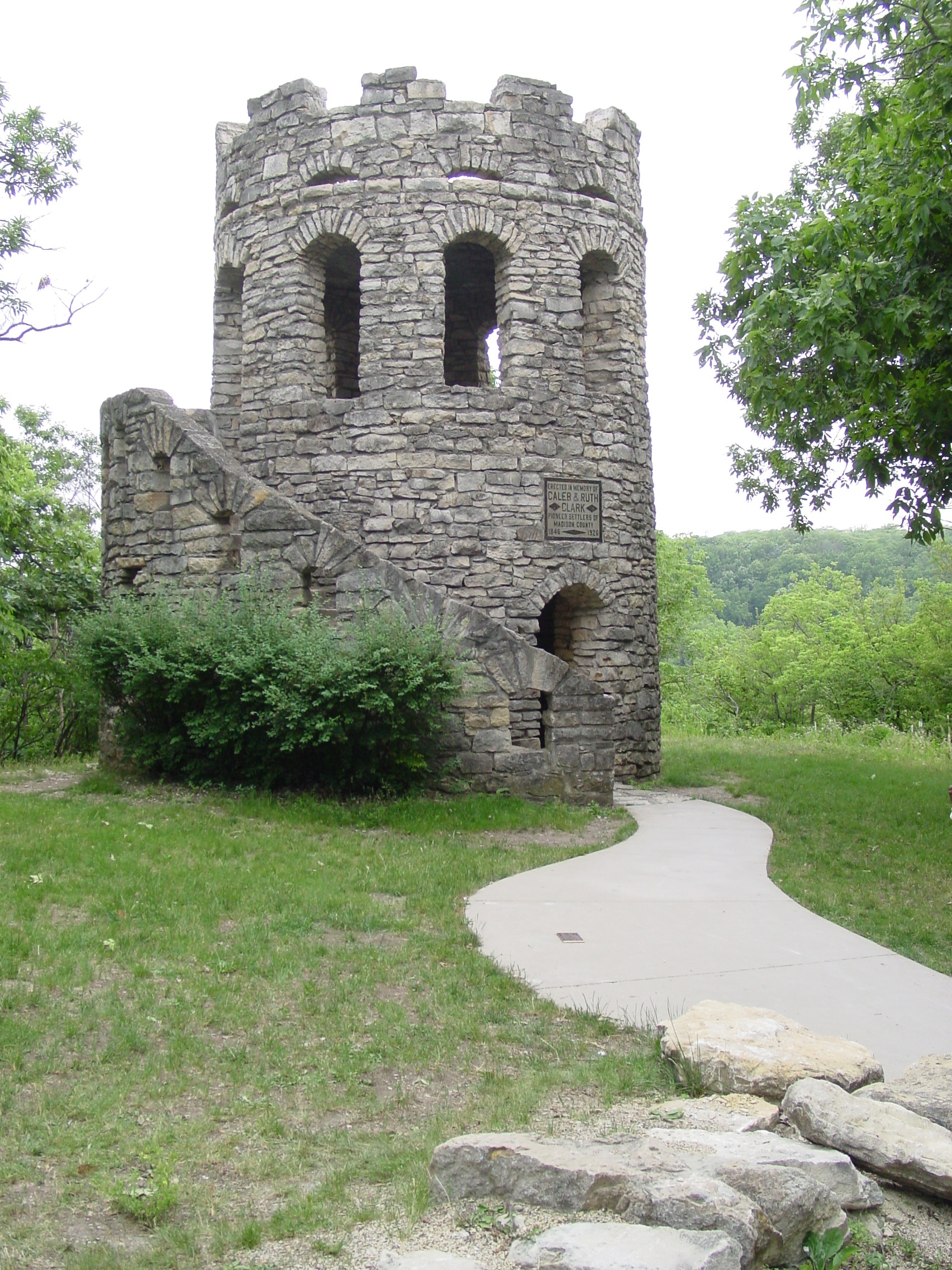
Clark Tower, ウインターセットシティ・パーク

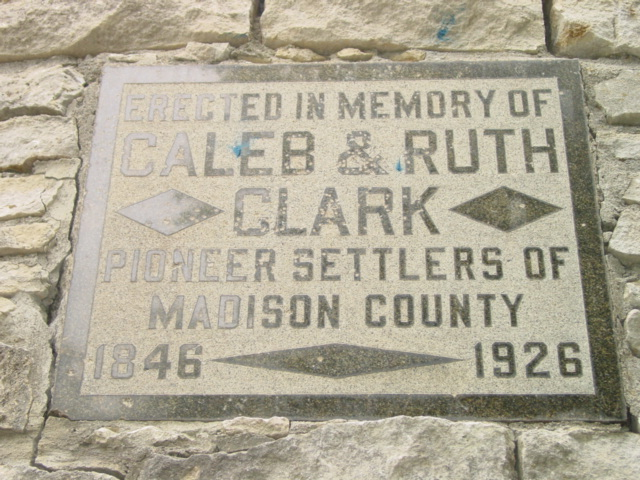
クラーク夫妻を顕彰するプレート

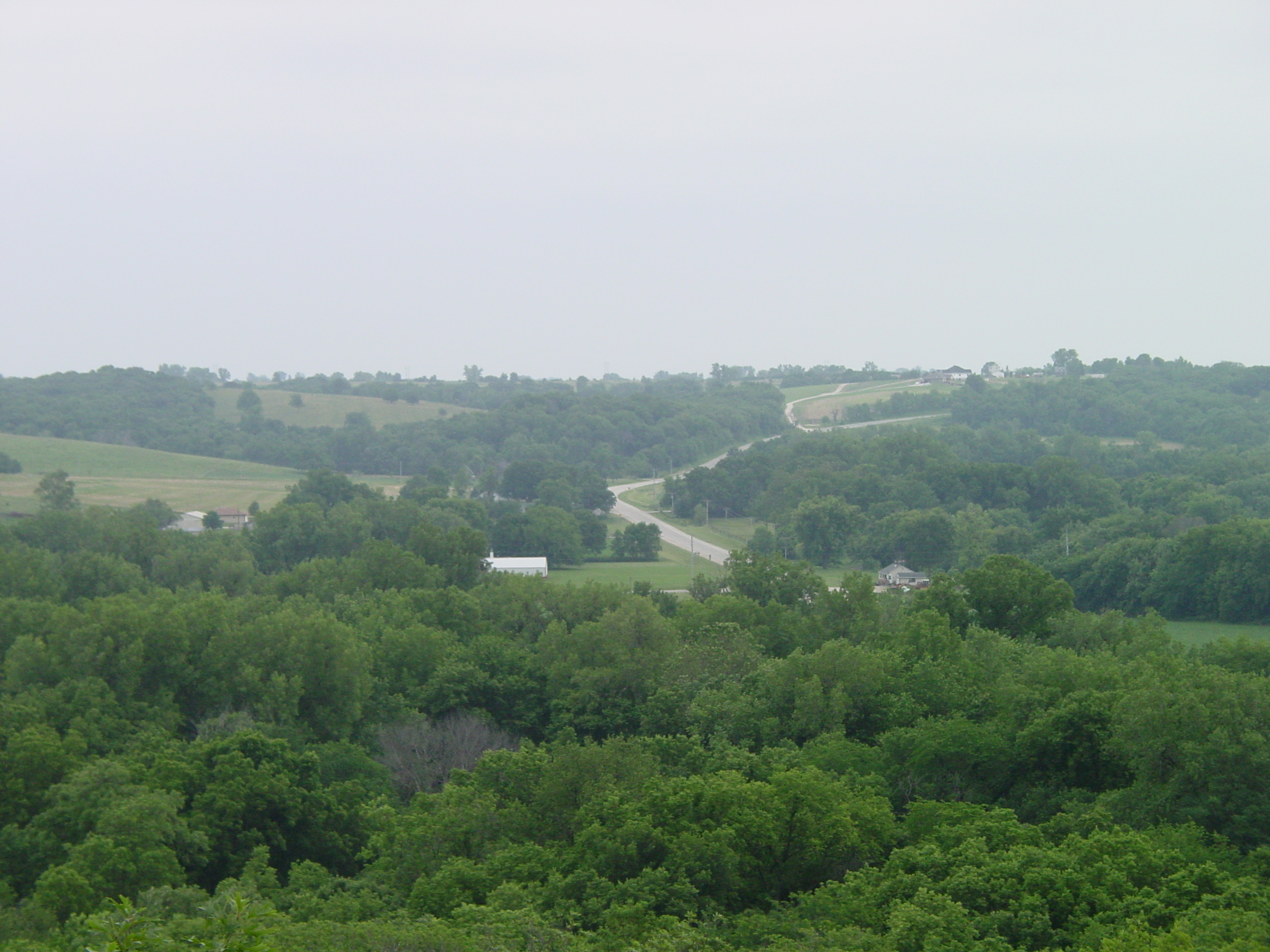
クラーク・タワーの頂上からの眺め

クラーク・タワーは、アメリカ合衆国アイオワ州ウィンターセットのウインターセットシティ・パークにある城のような石灰岩の塔のこと。マディソン郡の最初の白人入植者である石工のカレブ・クラークと彼の妻のルース・クラントン・クラークを記念して、マディソン郡の創設80周年の1926年に建てられた。塔の高さは25フィート。
2022年3月5日、 竜巻の直撃を受けたが倒壊を免れた。